# NH投資証券
NH投資証券（エヌエイチとうししょうけん、朝: NH투자증권、英: NH Investment & Securities、英語略称: NH I&S）は、韓国最大の証券会社のひとつで、ソウルに本拠を置いている。国内支店121店舗と海外子会社を通じて、財産管理、投資銀行、証券会社、個人および企業向けの幅広い金融サービスを提供している。

## 歴史
NH投資・証券は、1969年に韓宝証券（Hanbo Securities）という名前で韓国ソウルに設立された。韓宝鉄鋼工業の贈収賄疑獄に絡んで韓宝グループが倒産するに従って、2004年からはLG投資・証券（LG Investment and Securities）として知られていたが、2005年4月1日にはウリィ金融グループ（Woori Financial Group）に譲渡され、ウリィ証券と合併し、ウリィ投資証券に社名を変更した。2014年6月には、NH農協金融グループに移管され（NHはNonghyup=農協の略）、2014年12月31日にNH農協証券として合併し、名前を再度NH投資証券に変更した。

## 参照項目
- 韓国農業協同組合
- NH農協銀行 (Nonghyup Bank)
- ウリィ金融グループ (Woori Financial Group)
- ウリィ銀行